# Więzienie Stanowe San Quentin
Więzienie Stanowe San Quentin (San Quentin State Prison) – więzienie położone w Stanach Zjednoczonych, na północ od San Francisco w hrabstwie Marin. Teren więzienia leży nad Zatoką San Francisco, która otacza je od południa i wschodu.

## Historia
Więzienie zostało otwarte w lipcu 1852 roku i jest najstarszym tego typu obiektem w Kalifornii. Wybudowali je mający w nim zamieszkać przyszli więźniowie, którzy przez okres jego budowy byli skoszarowani na statku więziennym Waban. Do 1933 roku przebywali tu zarówno mężczyźni jak i kobiety aż do wybudowania więzienia żeńskiego w Tehachapi.
Mieści się tu także osobny blok z celami śmierci dla oczekujących na wykonanie kary śmierci (tzw. death row) a także komora gazowa, która nie była używana od 1993 roku, ale przekształcono ją do wykonywania wyroków śmierci poprzez wstrzykiwanie śmiertelnej trucizny i tą metodą w latach 1996–2006 stracono 11 skazańców.
W 2010 roku oddano do użytku nową komorę straceń, ale nie została jeszcze ani razu użyta. Ostatnia egzekucja odbyła się tam 17 stycznia 2006 roku. Obecnie w tamtejszym bloku śmierci przebywa 728 skazańców. Pozostali więźniowie skazani w Kalifornii na najwyższy wymiar kary ulokowani są w innych więzieniach położonych na terenie tego stanu. W styczniu 2016 roku w San Quentin było osadzonych łącznie 3682 więźniów.
W 1973 roku więzienie San Quentin odwiedził Viktor Frankl, który spotkał się ze wszystkimi więźniami.

## Znani więźniowie

### Obecnie przebywający w San Quentin
W więzieniu San Quentin przebywają obecnie znani więźniowie:
- Richard Boyer[5] - skazany na karę śmierci za zamordowanie starszego małżeństwa, będąc pod wpływem narkotyków,
- Vincent Brothers[6] - skazany na karę śmierci za zamordowanie 5 członków własnej rodziny,
- Albert Greenwood Brown[7] - skazany na karę śmierci za gwałt i morderstwo 15-letniej Susan Jordan,
- David Joseph Carpenter[8] – seryjny morderca, skazany na śmierć w dwóch procesach (w 1984 i 1988) za zamordowanie pięciu kobiet, oczekuje na wykonanie wyroku śmierci,
- Joseph Danks[9] - seryjny morderca, skazany na karę śmierci za zamordowanie 7 mężczyzn,
- Richard Allen Davis[10] – zabójca 12-letniej Polly Klaas, skazany na śmierć, oczekuje na egzekucję,
- Richard Farley[11] – skazany za zabójstwo 7 osób,
- Wayne Adam Ford - seryjny morderca, skazany na karę śmierci za zamordowanie 4 prostytutek,
- Ivan Hill[12] - seryjny morderca, skazany na karę śmierci za zgwałcenie i zamordowanie 8 kobiet w Los Angeles w latach 1986 - 1994,
- Michael Hughes - seryjny morderca i gwałciciel, skazany w 2012 roku na karę śmierci za zamordowanie 7 kobiet w latach 1986 - 1993,
- Randy Steven Kraft[13] – seryjny zabójca uznany za winnego zabójstwa 16 osób i podejrzewany o dokonanie innych 51 morderstw,
- Charles Ng[14] – seryjny zabójca, który zamordował 11 ludzi,
- Gerald Parker[15] - seryjny morderca skazany na karę śmierci za zamordowanie 5 kobiet i spowodowanie śmierci nienarodzonego dziecka jednej z ofiar,
- Cleophus Prince[16] – seryjny morderca skazany na karę śmierci za zamordowanie sześciu kobiet,
- Cary Stayner[17] – seryjny morderca skazany na karę śmierci za zamordowanie czterech kobiet,
- William Suff – seryjny morderca, który zabił 12 prostytutek,
- Chester Turner[18] - seryjny morderca i gwałciciel, skazany na karę śmierci za zamordowanie 14 kobiet w latach 1987 - 1998,
- Billy Ray Waldon - seryjny morderca, odsiaduje wyrok dożywocia za 3 morderstwa,
- Marcus Wesson – skazany za zabicie 9 członków swojej rodziny.

### Byli pensjonariusze San Quentin
- Rodney Alcala[19] - seryjny morderca, skazany na karę śmierci za zamordowanie 7 osób. Przeniesiony do Corcoran State Prison, gdzie zmarł w 2021 roku,
- Lawrence Bittaker[20] – seryjny morderca, który w 1979 roku zgwałcił i brutalnie zamordował pięć nastolatek, zmarł z przyczyn naturalnych 13 grudnia 2019 roku w oczekiwaniu na wykonanie wyroku śmierci,
- Douglas Clark[21] – seryjny morderca, skazany na karę śmierci w 1983 roku za zamordowanie sześciu kobiet, zmarł z przyczyn naturalnych 11 października 2023 roku w oczekiwaniu na wykonanie wyroku śmierci,
- Richard Trenton Chase[22] - seryjny morderca, skazany na karę śmierci za zamordowanie 6 osób. Popełnił samobójstwo 26 grudnia 1980 roku, w trakcie oczekiwania na wykonanie wyroku,
- Caryl Chessman – seryjny gwałciciel, stracony w 1960 roku,
- Juan Corona – skazany za zabicie 25 osób, ułaskawiony i przeniesiony do Corcoran State Prison,
- Henry Cowell – kompozytor skazany za „przestępstwa obyczajowe” w 1936 roku,
- Louis Craine[23] - seryjny morderca, skazany na karę śmierci za zamordowanie 4 kobiet w latach 1984 - 1987. Zmarł na AIDS w 1989 roku,
- Mack Ray Edwards – seryjny morderca, który zamordował sześcioro dzieci,
- Scott Erskine – seryjny morderca, który zgwałcił i zamordował dwóch chłopców, zmarł 3 lipca 2020 roku wskutek powikłań związanych z COVID-19,
- Lonnie David Franklin - seryjny morderca, skazany w 2016 roku na śmierć za zgwałcenie i zamordowanie 10 kobiet w Los Angeles. Zmarł w 2020 roku w trakcie oczekiwania na egzekucję.
- Harvey Murray Glatman - seryjny morderca i gwałciciel, skazany na karę śmierci za zamordowanie 3 kobiet. Wyrok wykonano 18 września 1959 roku przy użyciu komory gazowej,
- Lloyd Gomez[24] - seryjny morderca, który zamordował 9 bezdomnych. Stracony 16 października 1953 roku przy użyciu komory gazowej,
- Robert Alton Harris – przedostatni więzień San Quentin, który został uśmiercony w komorze gazowej,
- George Jackson – członek Czarnych Panter, zamordowany w San Quentin w 1971 r.,
- Charles Manson[25] – głowa sekty Family, przeniesiony w 1989 roku do Corcoran State Prison, zmarł z przyczyn naturalnych w 2017 r.
- Gordon Stewart Northcott[26] - seryjny morderca i pedofil, skazany na karę śmierci za zamordowanie 3 chłopców. Stracony przez powieszenie 2 października 1930 r.
- Scott Peterson[27] – skazany za uśmiercenie swojej ciężarnej żony i nienarodzonego dziecka, przeniesiony do więzienia stanowego Mule Creek w Ione
- Richard Ramirez[28] – seryjny morderca, znany jako Nocny łowca, uznany za winnego śmierci 13 ludzi, zmarł w więzieniu z przyczyn naturalnych w oczekiwaniu na wykonanie wyroku śmierci,
- Hans Reiser[29] – programista jądra Linuksa skazany za zamordowanie swojej żony Niny, na początku roku 2009 przeniesiony do Więzienia stanowego Mule Creek,
- Sirhan Sirhan – zabójca Roberta F. Kennedy’ego, przeniesiony do Corcoran State Prison,
- William Bonin – seryjny morderca, skazany na karę śmierci za zamordowanie 14 młodych mężczyzn i chłopców, wyrok wykonano w 1996 roku,
- Stanley Tookie Williams – skazany za liczne morderstwa, założyciel i przywódca gangu (tzw. Crips), wykonano na nim wyrok śmierci poprzez śmiertelny zastrzyk 13 grudnia 2005 r.